# Ванчино
Ванчино — деревня в Грязовецком районе Вологодской области.
Входит в состав Сидоровского муниципального образования, с точки зрения административно-территориального деления — в Сидоровский сельсовет.
Расстояние по автодороге до районного центра Грязовца — 45,5 км, до центра муниципального образования Сидорово — 2,5 км.
По переписи 2002 года население — 2 человека.